# Ansac-sur-Vienne
 Ansac-sur-Vienne  là một xã của tỉnh Charente, thuộc vùng Nouvelle-Aquitaine, tây nam nước Pháp.